# 南台岛
南台岛位于福州平原的中央，四周被北港（闽江）与南港（乌龙江）环绕，为闽江中的第一大岛，有“琼花玉岛”之美称。
岛北一段水域叫“南台江”，简称“台江”，南台岛因此得名。
全岛现为福州仓山区辖区。

## 形成流变
大约在晚更新世前，南台岛仅是闽江口内一个面积较小的岩石岛；主要包括中部的高盖山以及附近的虾蟆山和烟台山等，当时面积不到30平方千米。但后来逐渐演变至现今的100多平方千米，包括了鬼洞山、妙峰山、圭龙山与清源顶在内，半岩半沙的岛连岛。目前，南台岛仍在西北与东南方向不断扩大面积。

## 地理概况
南台岛东西长（淮安至林浦），南北相对较窄（螺洲至烟台山），总面积118.2平方千米。岛呈西北—东南走向展布，形状近似倒斜的“S”形。
南台岛主要属冲积海积平原地貌，地表有些起伏；零星分布剥蚀丘陵地貌，岛周围零散分布河漫滩和沙洲。
地形以平原及丘陵为主，平原地面高程5米以下，而丘陵分布在中、西北、东南部，海拔在150米以下。高盖山是全岛之最高点，海拔202.6米
。南台岛被闽江围绕的总长度约66公里。岛上内河错综复杂，共计有30多条，岛上东片区内河水流随外江一同涨落，且由出口水闸控制。

## 自然环境
南台岛属副热带季风气候，年平均气温19.6℃，夏季平均28℃，降水量1392.5毫米，蒸发量1413.7毫米。岛上分布玉兰、龙眼、荔枝等经济阔叶林。
南台岛的绿地率为35.79%，人均绿地率为108.47㎡/人，人均公共绿地为35㎡。
南台岛东侧的三江口是重要的湿地、滩涂保护区，且为鸟类重要的繁殖地，但遭到周边的工程建设与部分村民的破坏。此外，南台岛上的橘园洲、尤溪洲等地由于房地产开发，填埋大片湿地滩涂，鸟类明显减少。
岛上东片区内河由于自身来水量小、河网水动力缺乏、水流运动规律复杂、自净能力差、污染物无法及时地排出，存在着淤积露滩、黑臭、水质恶化、排水不畅等生态环境问题，河流系统已失去输水、排洪、防污、景观、生态等功能。

## 条目注释
1. ↑  三江口地处闽江、乌龙江、马江三江交汇处，故得此名。[21]

## 延伸阅读
- 蔡文焰. . 福建师范大学学报(自然科学版) (福建省福州市: 福建师范大学). 1989年7月  [2013-12-13]. ISSN 1000-5277. （原始内容存档于2021-01-16） （中文（简体））.
- 陈世亮. . 福建地质 (福建省福州市: 福建地质杂志编辑部). 2009年10月  [2013-12-14]. ISSN 1001-3970. （原始内容存档于2019-06-09） （中文（简体））.

## 内部链接
- 闽江